# パラオの島の一覧
パラオの島の一覧を示す。

## 一覧
| 島名           | 人口  | 面積 (平方キロメートル) | 州             | 緯度経度                                                          |
| -------------- | ----- | ----------------------- | -------------- | ----------------------------------------------------------------- |
| アンガウル島   | 130   | 8.06                    | アンガウル州   | 北緯6度54分00秒 東経134度07分48秒 / 北緯6.90000度 東経134.13000度 |
| バベルダオブ島 | 5,125 | 368                     | 島内に10州     | 北緯7度31分49秒 東経134度33分53秒 / 北緯7.53028度 東経134.56472度 |
| カヤンゲル島   | 76    | 1.682                   | カヤンゲル州   | 北緯8度04分00秒 東経134度42分00秒 / 北緯8.06667度 東経134.70000度 |
| アラカベサン島 | 1,778 | 2.44                    | コロール州     | 北緯7度21分10秒 東経134度26分56秒 / 北緯7.35278度 東経134.44889度 |
| コロール島     | 9,800 | 9.3                     | コロール州     | 北緯7度20分32秒 東経134度28分38秒 / 北緯7.34222度 東経134.47722度 |
| ペリリュー島   | 500   | 18.5                    | ペリリュー州   | 北緯7度00分45秒 東経134度15分01秒 / 北緯7.01250度 東経134.25028度 |
| ソンソロール島 | 42    | 3.1                     | ソンソロール州 | 北緯5度19分34秒 東経132度13分14秒 / 北緯5.32611度 東経132.22056度 |
| トビ島         | 7     | 0.84                    | ハトホベイ州   | 北緯3度00分22秒 東経131度07分26秒 / 北緯3.00611度 東経131.12389度 |
| マラカル島     | 85    | 0.861                   | コロール州     | 北緯7度19分57秒 東経134度27分11秒 / 北緯7.33250度 東経134.45306度 |
| カープ島       | 20    | 1.098                   | ペリリュー州   | 北緯7度05分34秒 東経134度16分44秒 / 北緯7.09278度 東経134.27889度 |

## その他
- カヤンゲル島 - パラオの最東端、最北端
- トビ島 - パラオの最西端
- トランジット環礁（Transit Reef） - パラオの最南端
- カヤンゲル州
  - ガルワングル環礁 北緯8度10分06秒 東経134度37分37秒
  - カヤンゲル環礁
- コロール州
  - ロックアイランド
    - ウルクターブル島
    - ウーロン島
    - マカラカル島
- ソンソロール州
  - ファンナ島（フランス語版） 北緯5度21分14秒 東経132度13分40秒
  - プロアナ島 北緯4度39分18秒 東経131度57分05秒
  - メリール島 北緯4度18分46秒 東経132度18分38秒
- ハトホベイ州
  - ヘレン環礁 北緯2度53分50秒 東経131度47分09秒